# جون سيدجويك كوبر
جون سيدجويك كوبر هو سياسي كندي، ولد في 1867 في ليفربول في المملكة المتحدة، وتوفي في 10 يوليو 1947.